# Tisovica
Tisovica (Servisch cyrillisch Тисовица) is een plaats in de Servische gemeente Nova Varoš. De plaats telt 117 inwoners (2002).